# Alkidamas (Vater der Ktesylla)
Alkidamas (altgriechisch Ἀλκιδάμας Alkidámas) ist eine Gestalt der griechischen Mythologie.
Der von der Insel Keos stammende Alkidamas war laut Antoninus Liberalis und den Metamorphosen Ovids, den einzigen Quellen, Vater der Ktesylla. In Ktesylla verliebte sich Hermochares, der bei Alkidamas um ihre Hand anhielt. Alkidamas sagte zu und schwor dies unter Berührung eines heiligen Lorbeers, um die Vereinbarung zu unterstreichen. Seinen Eid vergessend, wollte er seine Tochter dann aber doch einem anderen geben. Dies erzürnte die Götter, auf deren Ratschluss sich Ktesylla nun in Hermochares verliebte. Gemeinsam flohen sie nach Athen. Bei der Geburt ihres ersten Kindes aber starb Ktesylla als Strafe für den Meineid des Alkidamas. Zurück geht die ausführlich bei Antoninus Liberalis überlieferte Erzählung auf die Metamorphosen des Nikandros aus Kolophon.